# Écriture hiéroglyphique égyptienne
Cette page contient des caractères spéciaux ou non latins. S’ils s’affichent mal (▯, ?, etc.), consultez la page d’aide Unicode.
Pour les articles homonymes, voir Hiéroglyphe.
L’écriture hiéroglyphique égyptienne est un système d'écriture figurative : les caractères qui la composent représentent des objets divers — naturels ou produits par l'Homme — tels que des plantes, des figures de dieux, d'humains et d'animaux, etc. (cf. classification des hiéroglyphes). Les égyptologues y distinguent traditionnellement trois catégories de signes :
- les signes-mots (ou idéogrammes), qui représentent un objet ou, par métonymie, une action ;
- les signes phonétiques (ou phonogrammes), qui notent un son (consonne, suite de consonnes ou voyelle[a]) ;
- les déterminatifs, signes « muets » qui indiquent le champ lexical auquel appartient le mot.

Apparue à la fin du IVe millénaire avant notre ère en Haute-Égypte, l'écriture hiéroglyphique est utilisée jusqu’à l'époque romaine, soit pendant plus de trois mille ans. La connaissance des hiéroglyphes se perdit avec la fermeture des lieux de culte dits « païens » par l’empereur Théodose Ier vers 380. Des Européens se sont aventurés dans des tentatives de traduction au début du XIXe siècle (Johan David Åkerblad, Thomas Young) avec des succès inégaux, et il faudra, après la découverte de la pierre de Rosette, les travaux de Jean-François Champollion pour briser, après quatorze siècles, le « sceau mis sur les lèvres du désert ».

## Étymologie

Le hiéroglyphe a d'abord désigné le graveur des signes (Carte postale de 1898 par John White Alexander).

Le mot hiéroglyphe dérive du grec ἱερογλύφος / hieroglúphos, formé lui-même à partir de ἱερός / hierós, « sacré », et γλύφω / glúphô, « graver ».
À l'époque gréco-romaine, il désignait « celui qui trace les hiéroglyphes » et non les hiéroglyphes eux-mêmes, qui se disaient τὰ ἱερογλυφικά (γράμματα) / tà hierogluphiká (grámmata), c'est-à-dire « les (caractères) sacrés gravés » sur les monuments (stèles, temples et tombeaux). Ultérieurement, par un glissement de sens, le mot hiéroglyphes finit par désigner les caractères hiéroglyphiques eux-mêmes.
Les Égyptiens eux-mêmes nommaient leur écriture « /ˌmaːtʼaw ˈnaːcaɾ/ » (« parole divine ») soit, en
| R8 | S43 | Z3 |

| R8 | S43 | Z3 |

Par extension, on qualifie souvent de hiéroglyphique une écriture utilisant le même principe logographique que l'égyptien. Ainsi, on parle du hittite ou du maya hiéroglyphiques. Il n'est cependant pas admis de dire des caractères chinois qu'ils sont des hiéroglyphes. Hiéroglyphes comme sinogrammes appartiennent à l’ensemble plus vaste des logogrammes.

## Histoire et évolution

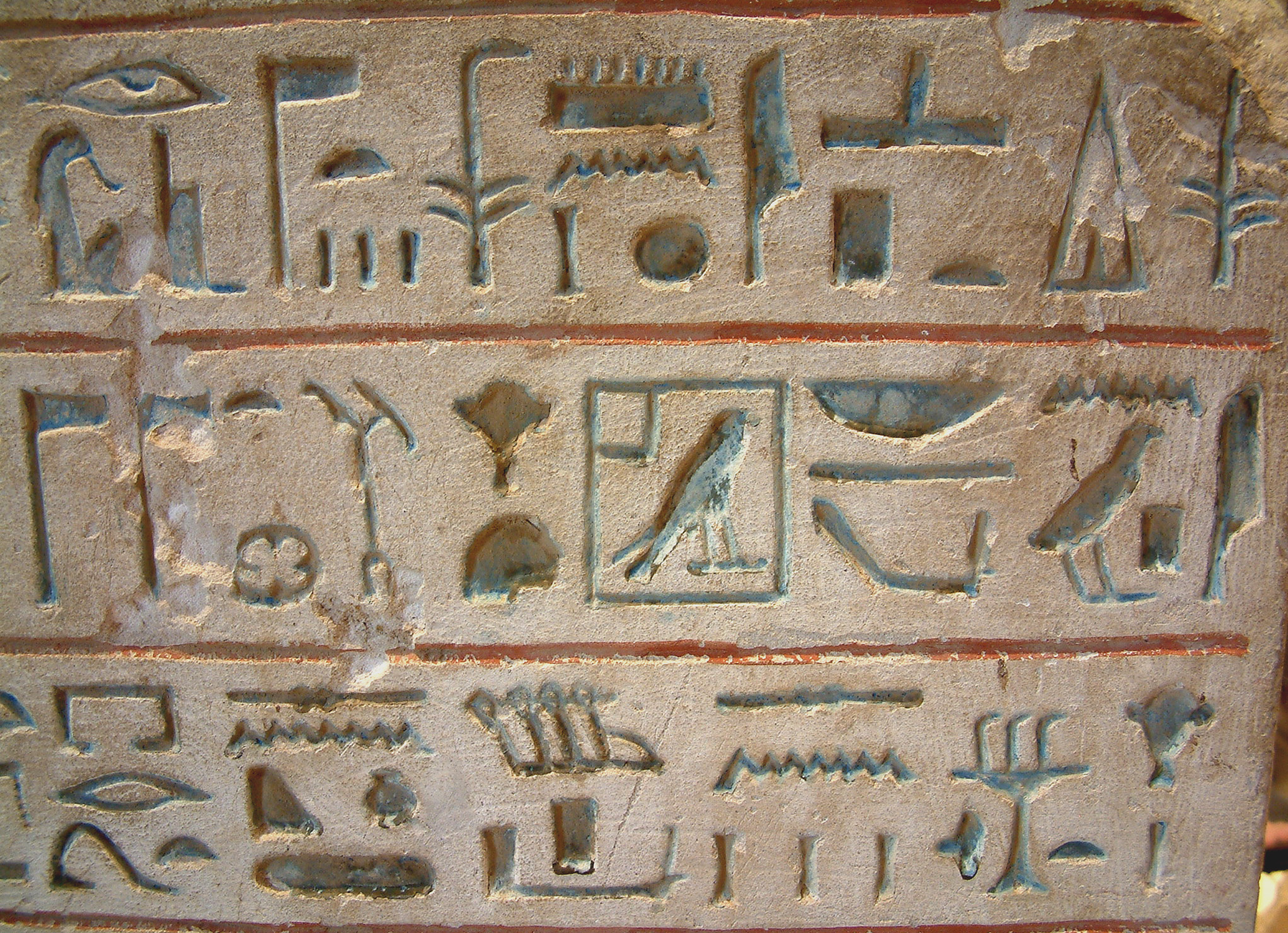
Hiéroglyphes conservés au Musée du Louvre.

L'écriture hiéroglyphique est attestée dès 3250-3200 av. J.-C.,. Elle est employée pendant plus de 3 500 ans, la dernière inscription connue datant de 394 apr. J.-C..
Les premiers hiéroglyphes connus sont contemporains des premières tablettes cunéiformes mais sont complètement différents, tant par leur graphisme que par leur logique. Certains scientifiques émettent l'hypothèse qu'ils en dérivent ou qu'ils ont au moins été influencés par le système inventé en Mésopotamie mais ce n'est pas généralement admis. En 2014, James P. Allen écrit au contraire que l'écriture égyptienne « semble être apparue soudainement en 3250 avant notre ère, comme système complet » et que « bien qu'on ait pensé autrefois que l'idée de l’écriture fût arrivée en Égypte depuis la Mésopotamie, de récentes découvertes indiquent que l'écriture s’est développée de manière indépendante en Égypte ».
Les plus anciennes inscriptions connues (3250-3200 av. J.-C.), découvertes en 1986 dans la tombe U-j de la nécropole prédynastique d'Oumm el-Qa'ab (près d'Abydos, en Haute-Égypte), sont des tablettes cérémonielles. Il s'agit encore d'une proto-écriture mais avec des signes de forme codifiée (d'orientation et de dimensions calibrées), les tablettes servant sans doute à identifier des biens et en indiquer la valeur. Dès 3100 av. J.-C. (dynastie « zéro ») les inscriptions comprennent de brefs groupes nominaux, mais pas encore de prédicats ni de longs textes d'un seul tenant. La première locution complète connue date d'environ 2690 av. J.-C. (fin de la IIe dynastie) ; c'est un sceau-cylindre du pharaon Péribsen, sur lequel est écrit « Celui qui est d'or a réuni les deux terres pour son fils, le seigneur de la Haute- et de la Basse-Égypte, Péribsen ».
Dès l'Ancien Empire, l'égyptien hiéroglyphique est un système d’écriture où se mêlent idéogrammes, signes consonantiques (unilitères, bilitères, et même trilitères) et déterminatifs (voir plus bas). À partir de la XVIIIe dynastie, les scribes utilisent un certain nombre de bilitères comme syllabaires (sȝ, bȝ, kȝ etc.) pour transcrire les noms sémitiques ou d’origine sémitique, mais l’écriture dite syllabique ne sortira jamais de ce domaine.
Quelle que soit leur fonction, les signes sont figuratifs : ils représentent quelque chose de tangible, souvent facilement reconnaissable, même pour quelqu'un qui ignore le sens du signe. En effet, les Égyptiens s'inspirent de leur environnement pour le dessin des hiéroglyphes : objets de la vie quotidienne, animaux, plantes, parties du corps. À l'époque de l'Ancien, du Moyen et du Nouvel Empire, il existe environ 700 signes hiéroglyphiques alors que, à l'époque gréco-romaine, on en dénombrait plus de 6000.
Les hiéroglyphes sont gravés sur pierre ou bien, dans le cas de l'écriture hiératique, tracés au calame et à l'encre sur un support moins durable.
Apparue avant la civilisation pharaonique, l'utilisation des hiéroglyphes gravés n'est donc pas liée aux nécessités administratives d'un État en formation. Elle se limite aux domaines dans lesquels l'esthétique ou la valeur magique des mots avaient de l'importance : formules d'offrandes et fresques funéraires, textes religieux, inscriptions officielles. L'écriture consiste d'abord en de courtes inscriptions — des « énoncés titres » — désignant un souverain, une bataille, une quantité, puis, aux environs de 2700 avant notre ère, sous le règne du roi Djéser marqué par le développement des pratiques religieuses et des rites funéraires, s'élaborent des phrases construites que l'on retrouve essentiellement dans les pyramides.

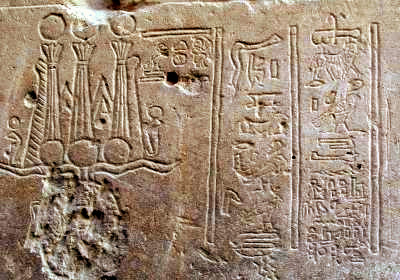
Dernière inscription hiéroglyphique connue (394), sur la porte d'Hadrien à Philæ.

La dernière inscription connue à ce jour[Quand ?], datée de 394, se trouve dans le temple de Philæ.
Après le temps consacré au développement du système d'écriture de type hiéroglyphique, quatre autres stades d'évolution (et de simplification progressive) de cette écriture peuvent être distingués : après le stade hiéroglyphique vient le stade des hiéroglyphes linéaires ; puis vient celui de l'écriture hiératique ; vient ensuite celui de l'écriture démotique ; enfin, vient le copte, comme dernière étape du processus d'abstraction et de simplification.
Une première simplification du système d'écriture égyptien est qualifiée par les égyptologues de hiéroglyphes linéaires. Ceux-ci conservent l'aspect figuratif des hiéroglyphes gravés, mais sont tracés avec moins de précision que ces derniers ; ils constituent par ailleurs un premier pas vers l'abstraction de ce système de représentation. Ils sont peints sur les sarcophages en bois et les papyrus des « livres des morts ».
L'écriture hiératique, troisième stade de l'évolution du système d'écriture égyptien, en constitue la forme cursive. Réservée aux documents administratifs et aux documents privés, elle est tracée au pinceau et a pour supports les ostraca (tessons de poterie ou de calcaire), les tablettes de bois, ou plus rarement le papyrus et le parchemin, d'un coût très élevé.
À partir de l'époque saïte (XXVIe dynastie), le hiératique est partiellement supplanté par une nouvelle cursive, le démotique. Il s'agit d'une simplification extrême de l'écriture hiératique, réservée aux actes administratifs et aux documents de la vie courante, d'où son nom d'écriture « populaire ». L'écriture hiératique n'est alors plus utilisée que pour consigner des textes religieux ou sacerdotaux, conjointement avec les hiéroglyphes, d'où son nom d'écriture « sacerdotale ». À l'époque ptolémaïque, le grec s'impose de plus en plus comme langue administrative : à partir de 146 avant notre ère les contrats écrits uniquement en démotique perdent toute valeur légale[réf. nécessaire].
Le copte, enfin, est le dernier stade de la langue et de l'écriture égyptiennes. Il est encore utilisé de nos jours, mais uniquement comme langue liturgique. Il s'écrit au moyen de l'alphabet grec auquel on a ajouté sept caractères démotiques pour transcrire les sons étrangers au grec.

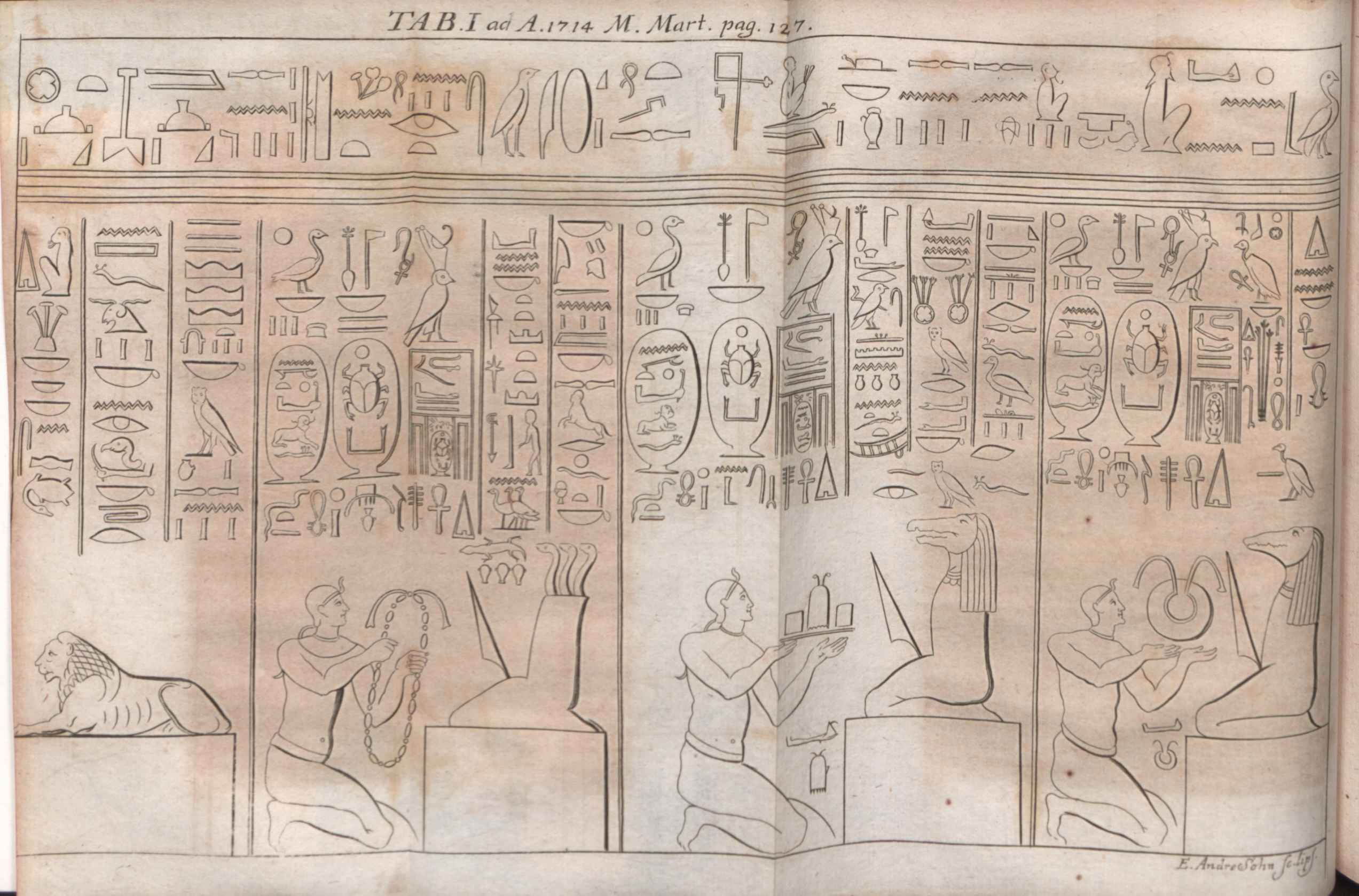
Illustration de l'article Tabula Æegyptiaca hieroglyphicis exornata publiée dans la revue Acta Eruditorum de 1714.

L'écriture égyptienne n'est plus utilisée actuellement pour écrire quelque langue moderne que ce soit. Cependant, selon certains chercheurs, c'est elle qui, via le protosinaïtique, aurait donné naissance à l'alphabet phénicien, lequel, à son tour, sera à l'origine des alphabets hébreu, araméen et grec, donc des caractères latins et cyrilliques.

## Le système d'écriture

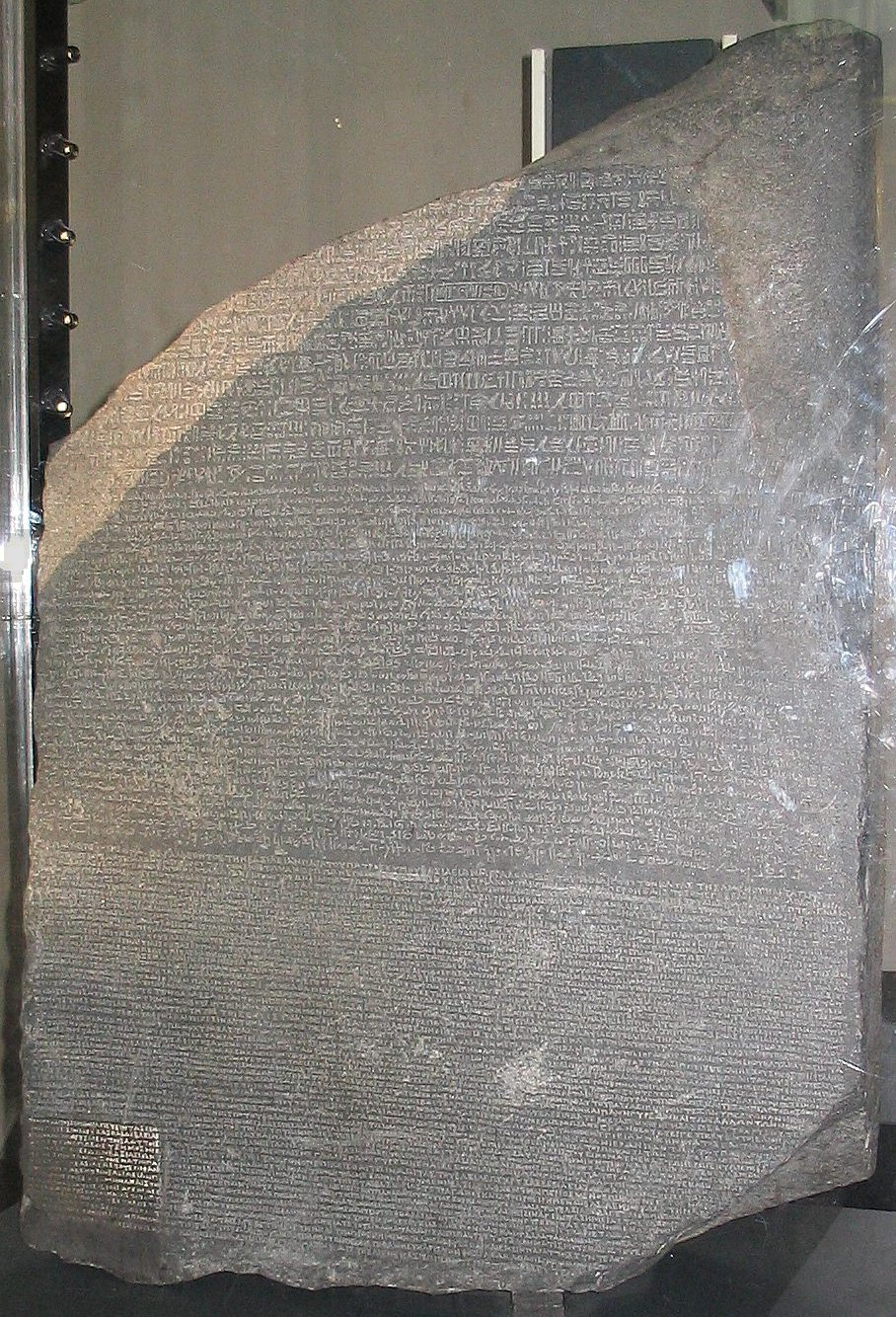
Reproduction de la pierre de Rosette.

Les hiéroglyphes gravés égyptiens sont tous, ou peu s'en faut, figuratifs : ils représentent des éléments réels ou imaginaires, parfois stylisés et simplifiés, mais parfaitement reconnaissables dans la plupart des cas.
Jean-François Champollion, le déchiffreur des hiéroglyphes, considéré comme le père de l'égyptologie, définit le système hiéroglyphique comme suit :
« C'est un système complexe, une écriture tout à la fois figurative, symbolique et phonétique, dans un même texte, une même phrase, je dirais presque dans un même mot. »
En effet, un même caractère peut, selon le contexte, être interprété de diverses manières : comme phonogramme (lecture phonétique), comme idéogramme ou comme déterminatif (lecture sémantique). Nous verrons plus loin que le déterminatif, qui ne se lit pas, facilite la lecture en « déterminant » le champ lexical auquel le mot appartient : ainsi, le déterminatif de l'« homme assis » (A1 d'après la classification de Gardiner) accompagne les mots désignant la fonction (« vizir », « prêtre »), la profession (« artisan »), l'ethnie (« Asiatique », « Égyptien », « Libyen », « Nubien ») ou encore les liens de parenté (« père », « fils », « frère »).
Dans les parties qui suivent, les hiéroglyphes seront translittérés, c'est-à-dire retranscrits à l'aide de symboles d'un autre système d'écriture.

### Lecture phonétique
On lit le caractère indépendamment de son sens, selon le principe du rébus. Les phonogrammes sont formés soit d'une consonne (signes dits mono- ou unilitères), soit de deux (signes bilitères) ou de trois (signes trilitères). Les vingt-quatre signes unilitères constituent le pseudo-alphabet hiéroglyphique (voir plus bas).
L'écriture hiéroglyphique s'apparente à un abjad : elle ne note pas les voyelles, à la différence du cunéiforme par exemple. C'est une écriture défective (scriptio defectiva).
Ainsi, le hiéroglyphe représentant un canard se lit sȝ, car telles étaient les consonnes du mot désignant cet animal. On peut cependant utiliser le signe du canard sans rapport avec le sens pour représenter les phonèmes s et ȝ à la suite (indépendamment des voyelles qui pourraient accompagner ces consonnes) et ainsi écrire des mots comme sȝ, « fils », ou, en complétant avec d'autres signes qu'on détaillera plus loin, sȝw, « garder, surveiller », sȝtw, « terre ferme » :
| G39 |

| G39 |

| G39 | Z1s |

| G39 | Z1s |

| z · G39 | A | A47 | D54 |

| z · G39 | A | A47 | D54 |

| z · G39 | A | t | w | N23 · Z2s |

| z · G39 | A | t | w | N23 · Z2s |

#### L'«alphabet» hiéroglyphique
Pour certains caractères, le principe du rébus devint celui de l'acrostiche : on ne lit plus que la première consonne du mot.
| D21 · Z1s |

| D21 · Z1s |

| D58 | Z1s |

| D58 | Z1s |

| I10 · Z1 |

| I10 · Z1 |

Ainsi, on peut regrouper les vingt-quatre caractères unilitères en une sorte d'« alphabet » hiéroglyphique, qui, cependant, ne fut jamais utilisé comme tel en remplacement des autres hiéroglyphes, bien que c'eût été possible : en effet, tous les mots égyptiens auraient pu être écrits au moyen de ces seuls signes, mais les Égyptiens n'ont jamais franchi le pas et simplifié leur écriture complexe en alphabet. Le pseudo-alphabet égyptien est donc composé de caractères ne notant qu'une seule consonne, bien que certains d'entre eux en désignent plusieurs quand ils sont employés comme idéogrammes.
| A |

| A |

| i |

| i |

| i | i |

| i | i |

| a |

| a |

| w |

| w |

| b |

| b |

| p |

| p |

| f |

| f |

| m |

| m |

| n |

| n |

| r |

| r |

| h |

| h |

| H |

| H |

| x |

| x |

| X |

| X |

| z |

| z |

| s |

| s |

| S |

| S |

| q |

| q |

| k |

| k |

| g |

| g |

| t |

| t |

| T |

| T |

| d |

| d |

| D |

| D |

#### Les compléments phonétiques

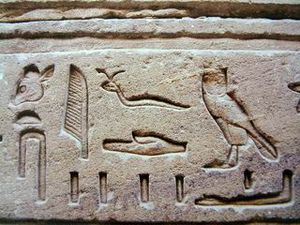
Une tête de bœuf, un serpent, une main…

L'écriture égyptienne est souvent redondante : en effet, il est très fréquent qu'un mot soit suivi de plusieurs caractères notant les mêmes sons, afin de guider la lecture. Par exemple, le mot nfr, « beau, bon, parfait », pourrait être écrit au moyen du seul trilitère 
| nfr |

| nfr |

Il est donc écrit nfr+f+r, mais on lit nfr.
Les caractères redondants accompagnant les signes bilitères ou trilitères sont appelés « compléments phonétiques ». Ils se placent devant le signe à compléter (rarement), après (en règle générale) ou bien ils l'encadrent, servant ainsi d'aide à la lecture, d'autant que le scribe, pour des raisons de calligraphie, inversait parfois l'ordre des signes (voir plus bas) :
| S43 | d | w |

| S43 | d | w |

| x · p | xpr · r | i | A40 |

| x · p | xpr · r | i | A40 |

Les compléments phonétiques permettent notamment de différencier les homophones. En effet, les signes n'ont pas toujours une lecture unique : 
| Q1 |

| Q1 |

La présence de compléments phonétiques — et du déterminatif approprié — permet de savoir quelle lecture suivre :
- st :

| Q1 | t · pr |

| Q1 | t · pr |

| Q1 | t · H8 |

| Q1 | t · H8 |

- ws :

| Q1 | ir | A40 |

| Q1 | ir | A40 |

- ḥtm :

| H | Q1 | m&t | E17 |

| H | Q1 | m&t | E17 |

| H | Q1 | t | G41 |

| H | Q1 | t | G41 |

Enfin, il arrive parfois que des mots aient changé de prononciation par rapport à l'ancien égyptien : dans ce cas, il n'est pas rare que l'écriture adopte un compromis dans la notation, les deux lectures étant indiquées conjointement. C'est le cas notamment pour l'adjectif bnrj, « doux (i. e. d'une saveur agréable) », devenu bnj, et le verbe swri, « boire », devenu swj. On les écrit, en moyen égyptien, bnrj et swri, 
| b | n · r | i | M30 | et | s | wr · r | i | mw | A2 |

| b | n · r | i | M30 | et | s | wr · r | i | mw | A2 |

### Lecture sémantique
Outre une interprétation phonétique, les caractères peuvent être lus pour leur sens : on parle dans ce cas de logogrammes (plus précisément d'idéogrammes) et de déterminatifs (ou sémagrammes).

#### Logogrammes
Un hiéroglyphe utilisé comme logogramme désigne l'objet dont il est l'image. Les logogrammes sont donc le plus souvent des noms communs ; ils sont généralement accompagnés d'un trait vertical muet indiquant leur valeur de logogramme (l'utilisation du trait vertical est détaillée plus bas). En théorie, tout hiéroglyphe aurait pu servir de logogramme. Les logogrammes peuvent être accompagnés de compléments phonétiques. Dans quelques cas, le rapport sémantique est indirect, métonymique ou métaphorique.
| ra · Z1 |

| ra · Z1 |

| pr · Z1 |

| pr · Z1 |

| sw | t · Z1 |

| sw | t · Z1 |

| Dw · Z1 |

| Dw · Z1 |

| nTr | Z1 |

| nTr | Z1 |

| G53 | Z1 |

| G53 | Z1 |

| G27 | Z1 |

| G27 | Z1 |

#### Déterminatifs
Les déterminatifs ou sémagrammes se placent en fin de mot. Ce sont des caractères muets servant à indiquer le champ lexical du mot. Les cas d'homographies étant très fréquents (d'autant plus que seules les consonnes sont écrites), le recours aux déterminatifs est primordial. Si un procédé similaire existait en français, on ferait suivre les mots homographes d'un indice qu'on ne lirait pas, mais qui en préciserait le sens : « vers [poésie] » et le pluriel « vers [animal] » seraient ainsi distingués.
Il existe de nombreux déterminatifs : divinités, humains, parties du corps humain, animaux, plantes, etc. Certains déterminatifs possèdent un sens propre et un sens figuré. Ainsi, le rouleau de papyrus,
| Y1 |

| Y1 |

Voici quelques exemples d'utilisation des déterminatifs permettant d'en illustrer l'importance :
| nfr | w | A17 | Z3 |

| nfr | w | A17 | Z3 |

| nfr | f&r&t | B1 |

| nfr | f&r&t | B1 |

| nfr | nfr | nfr | pr |

| nfr | nfr | nfr | pr |

| nfr | f · r | S28 |

| nfr | f · r | S28 |

| nfr | W22 · Z2 |

| nfr | W22 · Z2 |

Nota :
| Z2 |

| Z2 |

Tous ces mots ont la connotation méliorative « bon, beau, parfait ». Notons qu'un dictionnaire récent indique une vingtaine de mots se lisant nfr ou formés à partir de ce mot — preuve de l'extraordinaire richesse de la langue égyptienne.

### Sens de lecture
Les hiéroglyphes s'écrivent de droite à gauche, de gauche à droite ou de haut en bas, la direction usuelle étant de droite à gauche. Le lecteur, pour connaître le sens de lecture, doit considérer la direction dans laquelle sont tournés les hiéroglyphes asymétriques. Par exemple, quand les figures humaines et les animaux, facilement repérables, regardent vers la gauche, il faut lire de gauche à droite, et inversement.
Les mots ne sont pas séparés par des blancs ou des signes de ponctuation. Cependant, certains caractères apparaissent surtout en fin de mot (notamment les déterminatifs, uniquement présents en fin de mot), de sorte qu'il est parfois possible de distinguer les mots par ce biais. Il est évident toutefois que seule une solide connaissance de la langue et de sa syntaxe permet de découper un texte en mots.

### Le quadrat
Les hiéroglyphes ne sont cependant pas simplement alignés les uns à la suite des autres : en effet, chacun s’inscrit harmonieusement dans un carré virtuel (c'est-à-dire non tracé), ou quadrat (aussi écrit cadrat), à la manière des sinogrammes. À la différence des sinogrammes, cependant, tout caractère ne remplit pas entièrement le quadrat : certains n'en remplissent que la moitié, horizontalement ou verticalement, d'autres le quart.
| A22 | G18 | W17 | N15 |

| A22 | G18 | W17 | N15 |

| U7 · r | A2 | A1 | V13 · N35 |

| U7 · r | A2 | A1 | V13 · N35 |

| U7 · r | A2 | A1 | V13 · G43 |

| U7 · r | A2 | A1 | V13 · G43 |

| nfr | I9 · D21 | D36 · D21 · X1 | F22 |

| nfr | I9 · D21 | D36 · D21 · X1 | F22 |

| W19 | M17 | G43 | E13 | z · t · B1 |

| W19 | M17 | G43 | E13 | z · t · B1 |

| D40 · R4 |

| D40 · R4 |

| D58 | R8 |

| D58 | R8 |

| Q3 · V1 · V34 · N5 | V20 |

| Q3 · V1 · V34 · N5 | V20 |

L'ordre de lecture des éléments disposés à l'intérieur d'un quadrat est indépendant du sens de lecture global, qu'il soit horizontal (quadrats disposés en lignes) ou vertical (quadrats disposés en colonnes). Les signes qui occupent un quadrat se lisent de gauche à droite puis de haut en bas, ou bien de haut en bas puis de gauche à droite.

### Particularités calligraphiques et contraintes
Il existe plusieurs particularités calligraphiques, dont voici les principales : 
1. Les caractères se répartissent en quadrats (voir plus haut) ;
2. Pour éviter qu'un quadrat ne soit incomplet, on inverse parfois des signes afin de rendre l'ensemble plus compact. De même, dans un souci d'esthétique, on choisit avec soin les compléments phonétiques, bien qu'il y ait redondance ;
3. On inverse parfois les hiéroglyphes d'oiseaux tenant en un quadrat et les signes d'un quart de quadrat (le p par exemple) ; dans ce cas, le petit caractère précède et occupe le creux du quadrat ;
4. On peut omettre des signes, surtout ceux notant les phonèmes ꜣ et j ;
5. Les signes désignant les dieux sont placés en tête d'énoncé, de syntagme ou de mot composé, par antéposition honorifique (inversion respectueuse).

Cependant, même si les hiéroglyphes sont inversés, la lecture et la translittération n'en tiennent évidemment pas compte.

### Signes annexes

#### Trait de remplacement

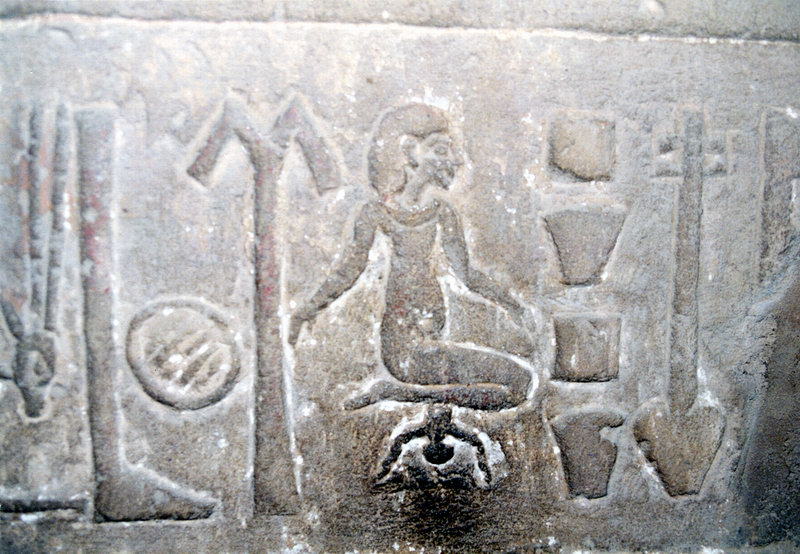
Un caractère parfois jugé offensant : « mettre au monde » (bas relief du temple de Sobek et Haroëris).

Les caractères offensants, funestes, tabous, rares ou complexes peuvent être remplacés par un trait oblique :
| F31 | s | B3 |

| F31 | s | B3 |

| F31 | s | Z5 |

| F31 | s | Z5 |

| m | t | A14 |

| m | t | A14 |

| m | t | Z5 |

| m | t | Z5 |

#### Cartouche
On place dans un cartouche les noms de dieux (exceptionnellement) et les deux derniers noms (roi de Haute et Basse-Égypte et fils de Rê) de la titulature royale (toujours) :
| i | t · n | N5 | A40 |

| i | t · n | N5 | A40 |

| i | t · n | N5 | A40 |

| i | t · n | N5 | A40 |

| i | t · n | N5 | A40 |

| i | t · n | N5 | A40 |

| i | t · n | N5 | A40 |

| i | t · n | N5 | A40 |

| i | mn · n | ra · Z1 | A40 |

| i | mn · n | ra · Z1 | A40 |

| i | mn · n | ra · Z1 | A40 |

| i | mn · n | ra · Z1 | A40 |

| i | mn · n | ra · Z1 | A40 |

| i | mn · n | ra · Z1 | A40 |

| i | mn · n | ra · Z1 | A40 |

| i | mn · n | ra · Z1 | A40 |

| q · l | i | wA | p · d | r | A | t · H8 |

| q · l | i | wA | p · d | r | A | t · H8 |

| q · l | i | wA | p · d | r | A | t · H8 |

| q · l | i | wA | p · d | r | A | t · H8 |

| q · l | i | wA | p · d | r | A | t · H8 |

| q · l | i | wA | p · d | r | A | t · H8 |

| q · l | i | wA | p · d | r | A | t · H8 |

| q · l | i | wA | p · d | r | A | t · H8 |

Mais bien que ce soit normalement réservé aux pharaons ou aux dieux, au cours de la Troisième Période intermédiaire, certains grands prêtres d'Amon-Rê faisaient écrire leurs noms dans des cartouches.

#### Trait de remplissage
On fait usage du trait de remplissage pour terminer un quadrat qui serait, sinon, incomplet.

#### Signes agglutinés
Il existe des signes qui sont la contraction de plusieurs autres. Ces signes ont cependant une existence propre et fonctionnent comme nouveaux signes : par exemple un avant-bras dont la main tient un sceptre sert de déterminatif aux mots signifiant « diriger, conduire » et à leurs dérivés.

#### Redoublement
Le redoublement d'un signe indique son duel, le triplement son pluriel.

#### Signes non figuratifs
Il s'agit :
- du trait vertical indiquant qu'il s'agit d'un idéogramme (pour les cas d'ambiguïté où un même signe coexiste comme caractère phonétique et idéogramme) ;
- des deux traits obliques du duel et des trois traits verticaux du pluriel ;
- et, emprunté au hiératique, le suffixe de formation du pluriel : | W |

### L'orthographe

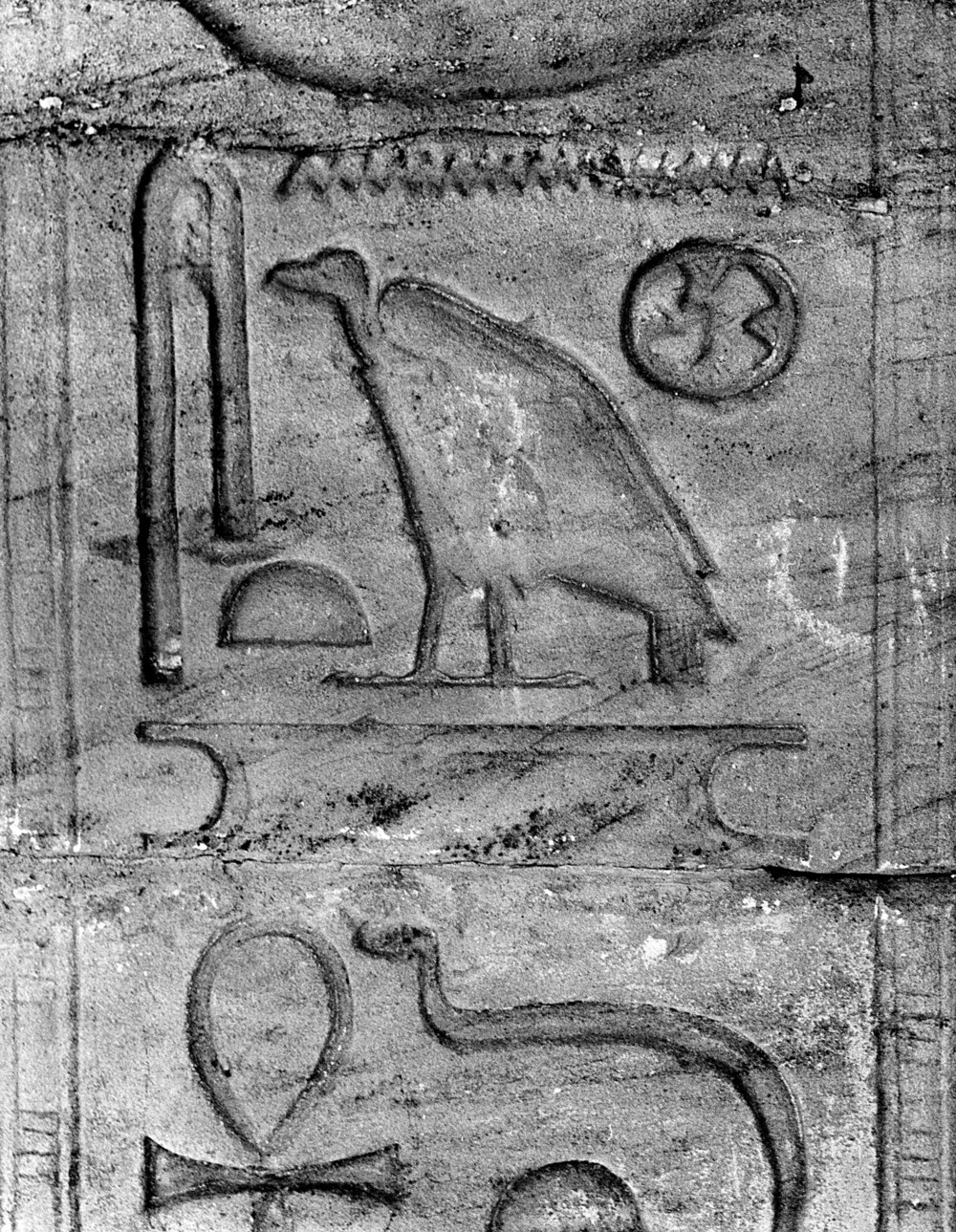
Hiéroglyphes dans un temple fondé par Thoutmôsis III.

La notion d'une orthographe « correcte » de l'égyptien hiéroglyphique ne se pose pas dans les mêmes termes que pour les langues modernes. En effet, pour presque chaque mot, il existe une ou plusieurs variantes. Par conséquent, on peut se demander si la notion de correction orthographique n'était pas étrangère à la langue égyptienne. En effet, on y trouve :
- des redondances ;
- des omissions de graphèmes, dont on ignore si elles sont intentionnelles ou non ;
- des substitutions d'un graphème à un autre, de sorte qu'il est impossible de distinguer une « faute » d'une orthographe « alternative » ;
- des erreurs et des omissions dans le tracé des signes, d'autant plus problématiques quand l'écriture est cursive : écriture hiératique mais surtout démotique où la schématisation des signes est extrême.

### Traduction
En mai 2017, est mise en place la plate-forme VÉgA (Vocabulaire de l'Égyptien Ancien), traducteur de hiéroglyphes en ligne.

### Synthèse
- Christophe Barbotin, Le Monde par les hiéroglyphes, une approche de la pensée des anciens égyptiens, PUF, 2015, 214 p. (ISBN 9782130883005)[21]

### Sur l'histoire du déchiffrement des hiéroglyphes
- (en) Jed Z. Buchwald et Diane Greco Josefowicz, The Riddle of the Rosetta : How an English Polymath and a French Polyglot Discovered the Meaning of Egyptian Hieroglyphs, Princeton University Press, 15 septembre 2020, 576 p. (présentation en ligne).
- Jean-François et Jacques-Joseph Champollion, L'aventure du déchiffrement des hiéroglyphes, Correspondance choisie et présentée par Karine Madrigal, Les Belles lettres, Paris, 2021, 193 p.

### Sur l'étymologie, l'histoire et l'évolution
- Jean Vercoutter, L'Égypte et la vallée du Nil, Tome 1, PUF, 1992.
- Elmar Edel, Altägyptische Grammatik, Rome, Pontificium Institutum Biblicum, 1955, p. 1-12.
- Alan Henderson Gardiner, Egyptian Grammar : Being an Introduction to the Study of Hieroglyphs [détail des éditions], p. 6 sqq.
- Gustave Lefebvre, Grammaire de l’égyptien classique, Le Caire, Imprimerie de l’Institut français d’archéologie orientale, 1955, p. 5 sqq.
- Pascal Vernus, Espace et idéologie dans l'écriture égyptienne, Paris, Le Sycomore, 1982.
- Christiane Ziegler, Les Hiéroglyphes, département des Antiquités égyptiennes, Louvre, Éditions de la Réunion des musées nationaux, 1991.
- Antonio Loprieno, Ancient Egyptian : a Linguistic Introduction, Cambridge University Press, 2004, p. 5 sqq.
- Michel Malaise et Jean Winand, Grammaire raisonnée de l'égyptien classique, Liège, CIPL, Aegyptiaca Leodiensia 6, 1999.
- Jean-Pierre Guglielmi, L'Égyptien hiéroglyphique - (+ 4 CD audio), Chennevières s/Marne, Assimil, 2010.
- Pierre Grandet et Bernard Mathieu, Cours d'égyptien hiéroglyphique [détail des éditions].
- François Neveu, La langue des Ramsès : grammaire du néo-égyptien, Paris, Khéops, 1996.
- W. V. Davies, Egyptian Hieroglyphs [« Reading the Past »], British Museum Press, 1996.
- (en) J. F. Healy, The early Alphabet, Londres, Berkeley : University of California Press, 1990, 64 p. (ISBN 978-0-520-07309-8, LCCN 90040443, lire en ligne).
- (en) James Peter Allen, Middle Egyptian : An Introduction to the Language and Culture of Hieroglyphs, Cambridge, Cambridge University Press, 2014 (1re éd. 2010), 599 p. (ISBN 978-1-107-66328-2).
- (de) Wolfgang Kosack, Ägyptische Zeichenliste I. Grundlagen der Hieroglyphenschrift. Definition, Gestaltung und Gebrauch ägyptischer Schriftzeichen. Vorarbeiten zu einer Schriftliste., Berlin, Verlag Christoph Brunner Basel, 2013, 141 p. (ISBN 978-3-9524018-0-4).
- (de) Wolfgang Kosack, Ägyptische Zeichenliste II. 8500 Hieroglyphen aller Epochen. Lesungen, Deutungen, Verwendungen gesammelt und bearbeitet., Berlin, Verlag Christoph Brunner Basel, 2013, 439 p. (ISBN 978-3-9524018-2-8).

### Sur l’écriture «syllabique»
- Jean-François Champollion, Principes généraux de l'écriture sacrée égyptienne : appliquée à la représentation de la langue parlée, Paris, Institut d'Orient : M. Sidhom, 1836 (réimpr. 1984), 555 p. (ISBN 978-2-905304-00-1, LCCN 85235704) — ouvrage au contenu « périmé ».
- Jaroslav Černý et Sarah I. Groll, A Late Egyptian Grammar, Rome, Biblical Institute Press, 1975, p. 2.
- Adolf Erman, Neuägyptische Grammatik, Hildesheim, Georg Olms Verlag, 1979, p. 15-19.
- (en) E. A. Wallis Budge, Egyptian language : easy lessons in Egyptian hieroglyphics, New-York, Dover Publications, 1910 (réimpr. 1983), 11e éd., 272 p., poche (ISBN 978-0-486-21394-1) — ouvrage « périmé ».
- Friedrich Junge, Neuägyptisch : Einführung in die Grammatik, Wiesbaden, Harrassowitz Verlag, 1999, p. 44 sq.
- Jean-Claude Goyon, Grammaire de l'égyptien hiéroglyphique : du Moyen empire au début du Nouvel empire, Lyon, Éditions A.C.V., 2006, 311 p., poche (ISBN 978-2-913033-10-8, LCCN 2007459169).

### Sur le système d’écriture
- Erhart Gräfe, Mittelägyptisch : Grammatik für Anfänger, Wiesbaden, Harrassowitz Verlag, 2001, p. 5-15.
- Gustave Lefebvre, Grammaire de l’égyptien classique, Le Caire, Imprimerie de l’Institut français d'archéologie orientale, 1955, p. 9-25.

### Sur la valeur phonétique des signes «alphabétiques»
- Renaud de Spens, Leçons pour apprendre les hiéroglyphes égyptiens, Paris, Les Belles Lettres, 2016, 216 p. (ISBN 978-2-251-44571-7).
- Gaston Maspero, Introduction à l'étude de la phonétique égyptienne, Paris, H. Champion, 1917.
- Gustave Lefebvre, Grammaire de l’égyptien classique, Le Caire, Imprimerie de l’Institut français d’archéologie orientale, 1955, p. 25-31.

### Pour les enfants
- Marion Lemerle et Henri Choimet, Le monde des hiéroglyphes, Vevey, Éditions Mondo, 2004 (ISBN 978-2-8320-0263-6, OCLC 85325894).